# José María Basanta
José María Basanta Pavone (sinh ngày 3 tháng 3 năm 1984) là một cầu thủ bóng đá người Argentine đang chơi ở vị trí hậu vệ trong màu áo câu lạc bộ CF Monterrey ở Mexico. Basanta bắt đầu sự nghiệp của anh ấy tại câu lạc bộ Estudiantes vào năm 2003 trước khi gia nhập Olimpo de Bahía Blanca một câu lạc bộ hạng 2 của Argentine vào năm 2006. Basanta đã giúp sức cho Olimpo thắng lợi ở cả hai giải Apertura và Clausura. Sau đó anh gia nhập trở lại Estudiantes vào năm 2007. Và năm 2008, anh được bán tới Monterrey, kể từ sau đó, Basanta đã có sự thành công vào năm 2009 và năm 2010 tại giải Apertura. Basanta cũng có người họ hàng là Mariano và Gonzalo Pavone cũng là những cầu thủ bóng đá. Năm 2014, anh được gọi vào đội tuyển quốc gia Argentina tham dự giải vô địch vóng đá thế giới 2014 tại Brasil.